# رافع بن عميرة
رافع بن عميرة الطائي صحابيٌّ جليل، كان دليل جيش خالد بن الوليد عندما قطع الصحراء في خمسة أيام من العراق إلى الشام، حيث اعتمد عليه المسلمون في سلك طريق الصحراء، وكان مع خالد بن الوليد عشرة آلاف مقاتل، طلب منهم الخليفة أبو بكر الصديق، أن ينتقلوا من العراق إلى الشام لقتال الروم مع أبو عبيدة بن الجراح في معركة اليرموك.

## نسبه
- هو أبو الحسن رافع بن عميرة بن جابر بن حارثة بن عمرو بن حرمز بن مخضب بن حرمز بن لبيد بن سِنْبس بن معاوية بن جَرْوَل بن ثُعَل بن عمرو بن الغوث بن طيئ الطائي السِّنْبسي .

## من أخباره
- قال مسلم وأبو أحمد الحاكم: أن لرافع صحبة.
- كان دليل خالد بن الوليد لما سار من العراق إلى الشام فسلك به البر، فقطعه في خمسة أيام، وفيه قيل:

- قالت طيئ: هو الذي كلمه الذئب، كان لصًا في الجاهلية فدعاه الذئب إلى اللحوق برسول الله صَلَّى الله عليه وسلم. قال ابن إسحاق: ورافع بن عميرة الطائي، تزعم طيئ أنه الذي كلمه الذئب، وهو في ضأن له، فدعاه إلى رسول الله صَلَّى الله عليه وسلم، وقال رافع في ذلك:

- صاحب أبا بكر الصديق رضي الله عنه في سرية ذات السلاسل تحت قيادة عمرو بن العاص في زمن النبي عليه السلام.
- كان رافع لصًا في الجاهلية قبل أن يسلم، وكان يعمد إلى بَيْض النعام فيجعل الماءَ فيه فيخبؤه في المفاوِز، فلما أسلم كان دليلَ المسلمين في جيش خالد بن الوليد.
- قال رافع: لما كانت غزوة ذَات السلاسل قُلتُ لأختارنّ لنفسي رفيقًا صالحًا، فوفق لي أبو بكر فكان ينيمني على فراشه، ويلبسني كساءً له من أكسية فَدَك. فقلت له: علّمني شيئًا ينفعني. قال: اعْبُد الله ولا تُشْرِكْ به شَيْئًا، وَأَقِمِ الصَّلَاةَ، وَتَصَدَّقْ إِنْ كَانَ لَكَ مَالٌ، وَهَاجِرْ دَارَ الكُفْرِ، وَلَا تَأََمَّر على رَجُلَيْنِ.
- كان رافع بن عميرة السنبسي الطائي يغدي أَهْلَ ثلاثة مساجد يسقيهم الحَيس وما لَهُ إلا قميص واحد هو للبيت وللجمعة.[2]